# Ammiël
Ammiël, auch Ammiel, ist ein männlicher Vorname.

## Herkunft und Bedeutung
Der Name Ammiël, hebräisch עַמִּיאֵל ʿammîʾēl, setzt sich aus den Elementen עַם ʿam „männlicher Verwandter“, „Stammesgenosse“, „Vaterbruder“ und אֵל ʾēl „Gott“ mit Bindevokal oder Suffix zusammen und bedeutet „[mein] Vaterbruder ist Gott“
In der Bibel wird der Name von vier verschiedenen Männern getragen.

## Varianten
- Griechisch: Αμιηλ Amiēl, Αμειηλ Ameiēl
- Latein: Ammihel, Amihel
- Portugiesisch: Amiel
- Spanisch: Amiel
- Tschechisch: Amiel, Amíel
- Ungarisch: Ammiél

Daneben existieren die weiblichen Varianten Ammiela und Amiela.

## Namensträger
- Ammiël, Danit, Kundschafter (Num 13,12 EU)
- Ammiël, Vater des Machir (2 Sam 9,4 EU u. ö.)
- Ammiël, Vater der Batseba (1 Chr 3,5 EU)
- Ammiël, levitischer Torwächter, Sohn des Obed-Edom (1 Chr 26,5 EU)
- Ammiel Bushakevitz (* 1986), israelischer Konzertpianist